# Озерово (Калінінградська область)
Озерово (рос. Озерово) — селище Зеленоградського району, Калінінградської області Росії. Входить до складу Ковровського сільського поселення.
Населення — 137 осіб (2015 рік).

## Населення
| 2002 | 2010 |
| ---- | ---- |
| 134  | ↗137 |